# Boulengerella

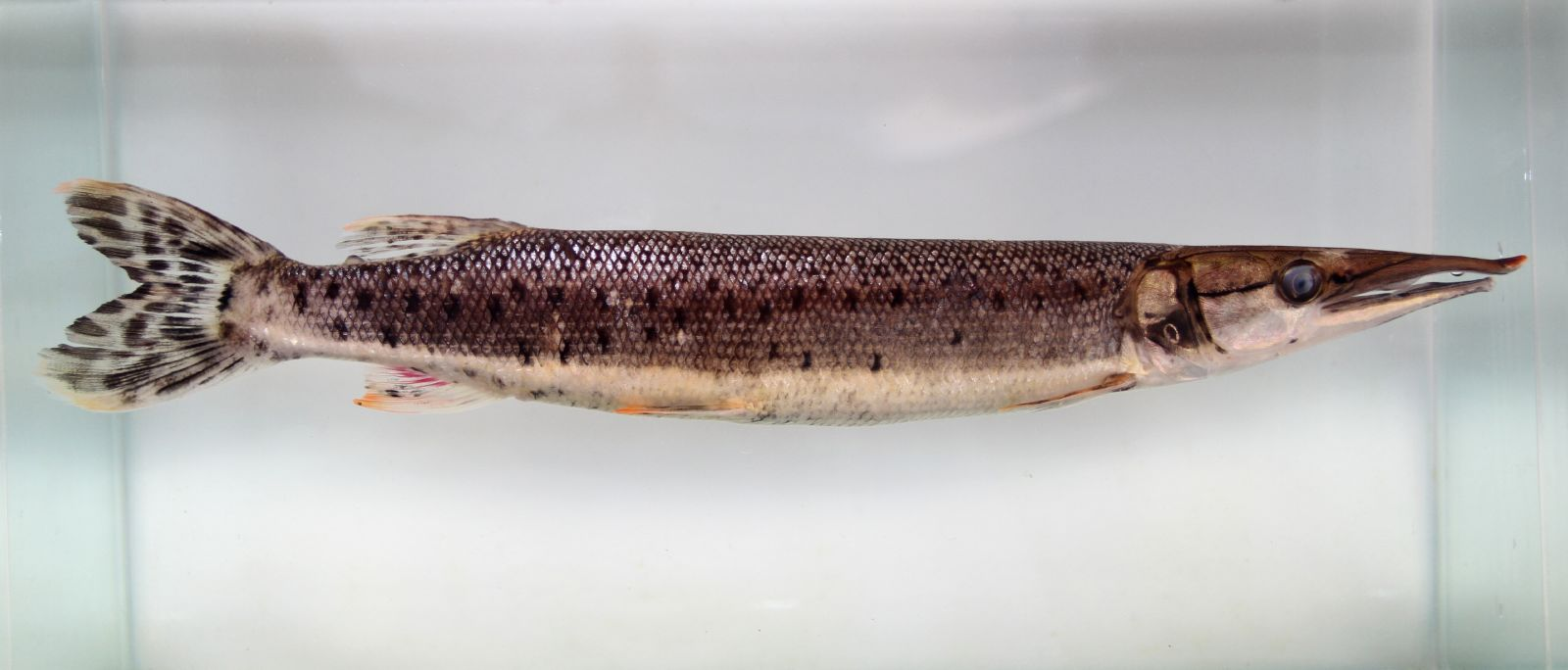
Boulengerella maculata.

Boulengerella es un género de peces de agua dulce de la familia Ctenoluciidae en el orden Characiformes. Posee 5 especies, las que son denominadas popularmente lucios. Habitan en los trópicos y subtrópicos de Sudamérica. La longitud total llega hasta los 88 cm.

## Distribución
Se distribuye en cursos fluviales tropicales del norte y centro de Sudamérica. Se presenta en las cuencas del Orinoco y del Amazonas, llegando por el sur a la cuenca del Plata, en el río Pilcomayo y el río Paraguay en Paraguay y el nordeste de la Argentina, aunque este registro hoy se considera dudoso.

## Taxonomía
Este género fue descrito originalmente en el año 1903 por el ictiólogo estadounidense, nacido en Alemania, Carl H. Eigenmann.
Especies
Este género se subdivide en 5 especies:
- Boulengerella cuvieri (Spix & Agassiz, 1829)
- Boulengerella lateristriga (Boulenger, 1895)
- Boulengerella lucius (G. Cuvier, 1816)
- Boulengerella maculata (Valenciennes, 1850)
- Boulengerella xyrekes Vari, 1995